# Alain Toledano
 (janvier 2025).
Alain Toledano, né le 25 octobre 1978 aux Lilas (Seine-Saint-Denis), est cancérologue-radiothérapeute,, fondateur et président de l’Institut Rafaël,,,, et directeur de la Chaire de recherche en Santé intégrative au Conservatoire national des arts et métiers.
Ancien chef de clinique des Hôpitaux de Paris et ex-chef du pôle cancérologie de l’Hôpital américain de Paris, il est également président du conseil médical de l'Institut d'oncologie des Hauts-de-Seine,.
Au cours de sa carrière, il crée plusieurs associations et s’investit activement dans plusieurs sociétés savantes.
Il est aussi auteur de plusieurs ouvrages.
Alain Toledano est chevalier de l’Ordre national du Mérite.

## Biographie

### Enfance
Né le 25 octobre 1978 aux Lilas en Seine-Saint-Denis,, Alain Toledano grandit dans une famille de cinq enfants. Ses parents, dont le père est professeur d’histoire, sont originaires du quartier juif déshérité de Meknès (Maroc). Attachés aux traditions, ils transmettent leurs valeurs à leurs enfants.

### Etudes
En 1995, Alain Toledano débute son parcours académique à la faculté de Médecine Xavier Bichat à l’université René Descartes (Paris VII),,.
À partir de 2001, il fait son internat dans les hôpitaux de Tours et Orléans, où il soutient sa thèse de doctorat à l’université François Rabelais en 2005,,.
Pendant ses études de médecine, il suit d’autres cursus et obtient une maîtrise en biochimie ainsi que plusieurs diplômes universitaires dont celui de carcinologie cervico-faciale,,.
Il exerce dans de nombreux centres d’oncologie, notamment à l’Institut Curie, dans des CHU et des cliniques privées, en Franche-Comté, Rhône-Alpes, Pas-de-Calais et Provence,. Il développe notamment des programmes de recherche clinique en cancérologie.

## Carrière
En 2005, à l’âge de 26 ans, il est nommé chef de clinique des Hôpitaux de Paris, à l’université Pierre et Marie Curie, à l’hôpital Tenon à Paris,,. Cette nomination fait suite à ses travaux sur les cancers du sein, de la prostate, de la tête et du cou, ainsi que sur les associations entre chimiothérapie et radiothérapie,.
En 2007, le docteur Toledano est médecin principal en cancérologie, puis est nommé chef du pôle médecine et cancérologie,,, en 2014 à l’Hôpital Américain de Paris, où il participe aux programmes de développement de l’institution jusqu’à 2017.
En 2007, il intègre également l’Institut de cancérologie Hartmann dans les Hauts-de-Seine. Là, il participe à la mise en place de technologies de haute précision et au développement de la radiothérapie,. Alain Toledano est aujourd’hui directeur médical de l’établissement,.
Depuis 2012, le docteur Toledano préside le conseil médical de l’Institut d’oncologie des Hauts-de-Seine Nord, regroupant le pôle cancérologie de la clinique de l'Alma, de l’Hôpital Américain de Paris, des cliniques Hartmann-Ambroise Paré-Pierre Cherest à Neuilly, de l’Institut hospitalier franco-britannique à Levallois, du centre de radiothérapie Hartmann, des cliniques Turin-Parc Monceau, l’Alma et de la clinique Bizet à Paris,,,.
En décembre 2018, Alain Toledano co-fonde, et préside l’Institut Rafaël Santé Intégrative,, surnommé « la Maison de l’après-cancer », à Levallois-Perret,. Il s’agit du premier centre français de santé intégrative qui accompagne gratuitement les patients et leurs aidants pendant et après le cancer,,.
Il intervient en qualité d’expert pour l’Agence nationale de sécurité du médicament et des produits de santé (ANSM) et l’industrie pharmaceutique.

### Centre Hartmann
En 2007, Alain Toledano intègre l’Institut de cancérologie Hartmann, (Hauts-de-Seine) en tant qu’oncologue-radiothérapeute.
Il co-fonde ensuite l’unité de recherche clinique et de consultation d’oncogénétique, puis développe des technologies de haute précision en radiothérapie et contribue à hisser le centre Hartmann aux premiers rangs en radiochirurgie par Cyberknife. Le centre Hartmann est en effet le premier en Ile-de-France à se doter de la technologie Cyberknife de radiothérapie stéréotaxique robotisée.
Aujourd’hui, Alain Toledano est directeur médical de l’Institut Hartmann.

### Santé intégrative
Le Dr Toledano fonde et dirige la 1ère Chaire partenariale en Santé intégrative au Conservatoire national des arts et métiers (CNAM),,,,,, lancée le 25 novembre 2021.
Apparue dans les années 1990 aux États-Unis, la santé intégrative se définit comme une démarche transdisciplinaire qui articule, autour de la médecine conventionnelle, différentes interventions non médicamenteuses (kinésithérapie, sophrologie, nutrition, activité physique adaptée…) contribuant au maintien de la qualité de vie et au bien-être des personnes, et à la diminution des effets secondaires des traitements.
La santé intégrative prend en considération toutes les composantes de la santé : physique, mentale, sociale, sexuelle, émotionnelle et environnementale. Celle-ci n’est pas uniquement l’absence de maladie ou le « silence des organes ».
« Notre société a probablement confondu la médecine et le progrès technique », dit-il.
La chaire s’articule autour de la formation pour promouvoir la santé intégrative et les métiers associés. Elle souhaite développer une équipe de recherche, encourager et valoriser les recherches et études scientifiques, organiser des conférences et des congrès pour susciter le débat au niveau national et international, développer des collaborations internationales, puis diffuser ces connaissances au grand public et mettre en lumière les initiatives de terrain.
À ce titre, elle co-organise diverses conférences dont un cycle intitulé « Les mardis de la santé intégrative par La Cordée de la Réussite ».
La chaire organise son premier colloque Santé Intégrative le 23 septembre 2022 à Paris. Il rassemble des acteurs de la santé, de l’enseignement supérieur, de la recherche, du monde politique, de l'entreprise. À cette occasion, 45 intervenants se retrouvent autour de 13 tables rondes.
La chaire s’appuie sur le laboratoire que constitue l’Institut Rafaël.

### Institut Rafaël
En décembre 2018, le Dr Toledano co-fonde et préside l’Institut Rafaël à Levallois-Perret (Hauts-de-Seine), surnommé « la Maison de l’après-cancer ». Fin 2021, l’Institut Rafaël est renommé et devient « Institut Rafaël Santé Intégrative ».
Pionnier dans le domaine de l’oncologie intégrative, l’Institut Rafaël est un projet pilote d’intérêt général. Il s’agit du premier centre européen de médecine intégrative,, qui accompagne gratuitement des patients pendant et après les traitements oncologiques.
Appelé « Rafaël » en référence à l'archange de la guérison, cet établissement pratique une médecine intégrative, centrée sur l’individu et son projet de vie et non uniquement sur la maladie,. Il prend en compte l’aspect psychologique, émotionnel, social et sexuel du patient. Pour cela, l’Institut Rafaël s’appuie sur le recours simultané à la médecine conventionnelle et non médicamenteuse. Les parcours des patients, d'une durée de six à huit mois pour une douzaine de soins, s’articulent autour d’une trentaine de disciplines comme la sophrologie, la nutrition, l’art-thérapie, l’ostéopathie, l’hypnose, le sport, la psychothérapie, la sexologie. L’Institut propose aussi des sessions d’onco-esthétique et des ateliers sur le retour à l’emploi.
L’équipe est composée de 11 oncologues, 70 paramédicaux et 5 coordinatrices.
« La radiothérapie et la chimiothérapie restent souvent nécessaires, mais ces soins de support sont complémentaires. Être en bonne santé, ce n’est pas seulement ne pas être malade. C’est être bien, avoir un bon transit, un bon sommeil, une bonne image de soi… », dit-il.
En 2022, l’Institut Rafaël lance un programme dédié aux maladies chroniques.
Social et solidaire, l’Institut Rafaël est une association, gratuite pour les patients et les accompagnants,,. Il vit du mécénat,. Pour récolter des fonds, il organise régulièrement des soirées de gala caritatives. L’institut noue aussi des partenariats, comme avec la région Ile-de-France, qui financent un centre de formation agréé au sein de l’établissement, ainsi que de la recherche, du sport…
L’Institut Rafaël propose également des formations dédiées aux patients, aux accompagnants ainsi qu’aux soignants et aux entreprises.
Le centre contribue à réduire : - 60 % anxiété, - 60 % tristesse, - 51 % fatigue, - 74 % sentiment d’isolement. Il montre aussi des résultats probants sur les douleurs articulaires.
De 2018 à 2023, près de 65 000 soins ont été offerts à près de 3 800 patients.
L'objectif est de déployer ce concept partout en France et d’élargir le dispositif à tous les Français.

## Enseignement
Alain Toledano enseigne dans de nombreux cursus universitaires. Il met notamment en place des cycles de formation bibliographiques et donne régulièrement des cours à la faculté de Médecine,.
Depuis 2008, il enseigne dans le cadre du diplôme universitaire d’onco-gériatrie et du diplôme inter-universitaire des soins de support en oncologie.
En 2013, il crée un programme de formation des internes de spécialité,.
Il lance des masterclasses sur la biologie des cancers et met en place des programmes d’oncogénétique dans les Hauts-de-Seine.
Il intervient aussi lors de conférences sur la médecine intégrative,, les traitements des cancers du sein ou sur la prévention comme à MedIn Techs en mars 2023.
Il lance des programmes de formations nationales et internationales pour les cancérologues et les patients.

## Distinctions

### Prix professionnels
En 2004, Alain Toledano reçoit le prix de la Société française de radiothérapie oncologique (SFRO), récompensant les travaux des jeunes oncologues-radiothérapeutes.
En 2006, il obtient la médaille Mallet Proust (Fondation de France), distinguant les oncologues pour leurs exposés scientifiques sur la recherche et le traitement des cancers,.
Il reçoit aussi le prix de l’Association de radio-oncologie québécoise (AROQ).
En 2019, Alain Toledano reçoit le prix de la Charte de Paris contre le cancer–Prix Unesco pour son action dans l’après-cancer et la création de l’Institut Rafaël.

### Distinction honorifique
- Chevalier de l'ordre national du Mérite

En 2013, le Dr Toledano est nommé par décret présidentiel chevalier de l’Ordre national du Mérite,,,.

## Engagements

### Vie associative
Alain Toledano crée de multiples associations comme Esthétique & Cancer.
En 2018, il fonde l’association Sport pour Vaincre le Cancer qui met en place des programmes de réhabilitation des patients fragilisés par la maladie.

### Sociétés savantes
Il participe activement à de nombreuses associations de cancérologie.
En 2003, Alain Toledano préside pendant deux ans la Société française des jeunes radiothérapeutes oncologues (SFJRO) et organise de nombreux congrès nationaux pour les internes de spécialité,,,.
Il fonde en 2007 le Club des oncologues radiothérapeutes parisiens (CORP) qu’il préside jusqu’en 2011,,,.
En 2012, il organise des journées scientifiques sur divers thèmes comme : Médecine des cancers, Biologie des cancers et Cœur et cancer.
Cette année-là, il crée aussi la Société française d’onco-esthétique pour former les esthéticiennes et apporter confort et bien-être aux patientes,,,.
En 2014, Alain Toledano crée l’Association franco-africaine de cancérologie (AFAC) qui promeut les traitements du cancer, la recherche, l’innovation et l’enseignement en cancérologie en Afrique.
Il est également membre de nombreux groupes coopératifs de recherche comme la Société américaine de radiothérapie (ASTRO) ainsi que de la Société européenne de radiothérapie (ESTRO),,,.
Il participe aussi à l’émergence de l’Association de formation continue en oncologie radiothérapie (AFCOR), qui est l’organisme de formation continue en oncologie radiothérapie en France.
Alain Toledano est président du comité scientifique du salon MedInTechs.

### Engagement citoyen
Parallèlement à la vie associative, Alain Toledano mène un engagement citoyen. Ainsi, il s’investit au sein de l’Association nationale des décorés des ordres nationaux.
En 2013, il est nommé délégué du préfet des Hauts-de-Seine pour le contrôle des listes électorales.

## Vie médiatique
Alain Toledano s’est fait notamment connaître pour avoir suivi Johnny Hallyday dans son combat contre le cancer. En 2018, après le décès du chanteur, la soirée d’ouverture de la Foire du Trône dont il aurait dû être le parrain est organisée pour financer l’Institut Rafaël.

## Publications

### Livres
Alain Toledano est auteur de plusieurs ouvrages.
En 2015, paraît son livre Le cancer, le médecin et la funambule qu’il co-écrit avec Alice Mendes-Lucas, l’une de ses patientes.
Alain Toledano publie L'art de soigner, paru le 7 septembre 2022,,. La vente de l’ouvrage participe au financement de l’Institut Rafaël.
Il écrit aussi La Maison de l’après cancer,, dans lequel il raconte l'expérience de la maladie pour les patients, l'équipe soignante, les accompagnants,. Plusieurs personnages sont mis en scène.
Il co-écrit aussi La musique pour dépasser le cancer avec la pianiste Min-Jung Kym.
Enfin, il signe la préface de l’ouvrage L'amour médecin d’Emmanuelle Soni-Dessaigne, ainsi que la préface de la réédition de Anticancer de David Servan-Schreiber, dont il était le médecin et ami.

## Publications scientifiques
Alain Toledano publie aussi régulièrement des publications scientifiques.
Il participe également au conseil scientifique de nombreuses revues médicales dont « La Lettre du Cancérologue »,.
De 2007 à 2011, il est le rédacteur en chef de la revue hebdomadaire « France Cancer »,,.